# Административно деление на Грузия
В административно-териториално отношениеГрузия се дели на: 2 автономни републики (груз. ავტონომიური რესპუბლიკა, автономиури республика), девет региона (историко-географски области, груз. მხარე, мхаре) и столицата Тбилиси със специален статут. Деветте области са: Вътрешна Картли, Гурия, Долна Картли, Имеретия, Кахетия, Мегрелия-Горна Сванетия, Мцхети-Мтианети, Рача-Лечхуми и Долна Сванетия и Самцхе-Джавахети.

## Административни единици

### Автономни републики
Автономните републики (Абхазия и Аджария) са образувани през 1921 г. по време на съветската власт и са признати от съвременната Грузинска конституция. Абхазия представлява отцепилата се република, чиято независимост е частично призната международно. Де юре, Абхазия се оглавява от председателя на Висшия съвет, докато де факто се оглавява от президента. Аджария, която се оглавява от председателя на Кабинета на министрите, остава напълно лоялна към централните органи на Грузия след мирното сваляне на бившия сепаратистки лидер през 2004 г.

### Области
Областите са установени с президентски укази от 1994 – 1996 на временна основа докато намаляването на сепаратистките конфликти в Абхазия и Южна Осетия не се разрешат. Областната администрация се ръководи от държавния комисар (груз: სახელმწიფო რწმუნებული), назначен от президента. Статутът на бившата Южноосетинска автономна област – Южна Осетия (позната още под имената Самачабло и Цхинвали) е предмет на преговори с де факто отделно правителство, оглавено от президента на Южна Осетия. Отцепилата се република твърди, че северната част на региона Вътрешна Картли е нейна територия, както и малки части от съседните ѝ региони.

## Общини
Областите са подразделени на общини (груз. მუნიციპალიტეტი, муниципалитети), а преди 2006 са се наричали райони (груз. რაიონი, раиони). Според Конституцията на Грузия общините де юре са 67 броя – 65 описани по-долу в Таблицата за административно-териториалното деление на страната плюс още 2 общини Джавска и Ахалгорийска (Ленингорски район), попадащи изцяло на територията на самопровъзгласилата се за независима и частично призната Република Южна Осетия. Де факто обаче броят на общините са 59 броя като от общата бройка се извадят тези 2 на територията на Южна Осетия и 6-те общини на територията на другата самопровъзгласила се за независима и частично призната Република Абхазия. 

## Административно-териториално деление
| Админ. единица                  | Админ. център | Население (1.1.2018) | Площ (km²) | Общини | Градове | С репуб- ликанско значение | С регионално значение | С общинско значение | Градски райони | Селища от градски тип |
| ------------------------------- | ------------- | -------------------- | ---------- | ------ | ------- | -------------------------- | --------------------- | ------------------- | -------------- | --------------------- |
| 1.Абхазия                       | Сухуми        | 243 664              | 8665       | 6      | 7       | -                          | 2                     | 5                   | -              | 5                     |
| 2.Мегрелия-Горна Сванетия       | Зугдиди       | 320 800              | 7442       | 8      | 8       | -                          | 1                     | 7                   | -              | 2                     |
| 3.Гурия                         | Озургети      | 110500               | 2033       | 3      | 2       | -                          | -                     | 2                   | -              | 5                     |
| 4.Аджария                       | Батуми        | 346300               | 2899       | 5      | 2       | -                          | 1                     | 1                   | -              | 5                     |
| 5.Рача-Лечхуми и Долна Сванетия | Амбролаури    | 30200                | 4568       | 4      | 3       | -                          | -                     | 3                   | -              | 2                     |
| 6.Имеретия                      | Кутаиси       | 507500               | 6552       | 11     | 11      | -                          | 1                     | 10                  | -              | 2                     |
| 7.Самцхе-Джавахети              | Ахалцихе      | 155900               | 6413       | 6      | 5       | -                          | -                     | 5                   | -              | 7                     |
| 8.Вътрешна Картли               | Гори          | 259300               | 5696       | 4      | 4       | -                          | -                     | 4                   | -              | 2                     |
| 9.Мцхети-Мтианети               | Мцхета        | 93900                | 6785       | 4      | 2       | -                          | -                     | 4                   | -              | 5                     |
| 10.Долна Картли                 | Рустави       | 432300               | 6528       | 6      | 7       | -                          | 1                     | 6                   | -              | 5                     |
| 11.Кахетия                      | Телави        | 314700               | 11310      | 8      | 9       | -                          | -                     | 9                   | -              | -                     |
| 12.Тбилиси                      |               | 1158700              | 720        | -      | 1       | 1                          | -                     | -                   | 10             | 4                     |
| Грузия – общо                   | Тбилиси       | 3973664              | 69611      | 65     | 61      | 1                          | 6                     | 55                  | 10             | 44                    |